# Iwan Sulyma

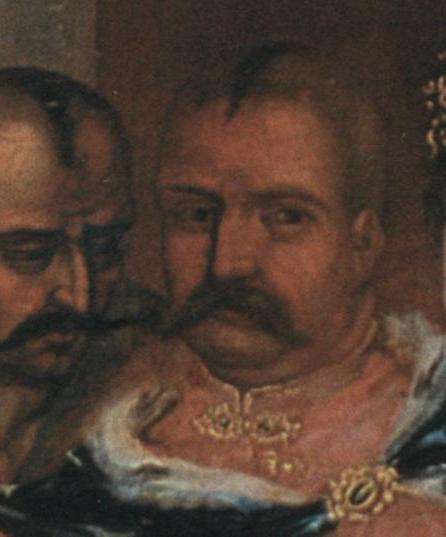
Iwan Sulyma

Iwan Mychajlowytsch Sulyma (ukrainisch Іван Михайлович Сулима; * Ende des 16. Jahrhunderts in Rohoschtschi bei Tschernihiw; † 12. Dezember 1635 in Warschau) war von 1628 bis 1629 sowie von 1630 bis 1635 Ataman der Saporoger Kosaken in der heutigen Ukraine.

## Aufstieg
Unter den Kosaken tat er sich durch seine Plünderungszüge auf die Krim und andere Territorien osmanischer Vasallen hervor. Für die Organisation einer Revolte auf einer osmanischen Sklavengaleere und die Befreiung der christliche Galeerensklaven erhielt er von Papst Paul V. eine Medaille. 1628 wurde er erstmals zum Ataman gewählt.

## Sulyma-Aufstand
In der Nacht vom 3. zum 4. August 1635 zerstörte Sulyma, nachdem er mit seinen Truppen von einem Feldzug am Schwarzen Meer gegen die Türken zurückgekehrt war, die neu errichtete polnische Festung Kodak am Dnepr und stellte sich damit an die Spitze des nach ihm benannten Aufstandes gegen die polnische Herrschaft.
Anschließend griffen die Kosaken mehrere andere polnische Vorposten in der Ukraine, wie die bei Tscherkassy und Korsun-Schewtschenkiwskyj an. Daraufhin entsandte Polen Truppen unter Stanisław Koniecpolskis, welcher die Kosaken schlug und Sulyma gefangen nahm. Nach Warschau verbracht, wurde Sulyma nach Zögern, da er ja eine Medaille vom Papst erhalten hatte, vom polnischen König Władysław IV. Wasa zum Tode verurteilt, gefoltert und am 12. Dezember 1635 hingerichtet.